# Carmen de Lavallade
Carmen de Lavallade (Los Angeles, 6 marzo 1931) è una ballerina, coreografa e attrice statunitense.

## Biografia

### Primi anni
Carmen de Lavallade è nata a Los Angeles, in California, il 6 marzo 1931, da genitori creoli neri di New Orleans, in Louisiana. Fu cresciuta da sua zia Adele, che possedeva una delle prime librerie di storia afroamericana su Central Avenue. La cugina di De Lavallade, Janet Collins, fu la prima prima ballerina afroamericana alla Metropolitan Opera.
De Lavallade ha iniziato a studiare danza classica con Melissa Blake all'età di 16 anni. Dopo la laurea alla Thomas Jefferson High School di Los Angeles, ha ricevuto una borsa di studio per studiare danza con Lester Horton.

### Carriera

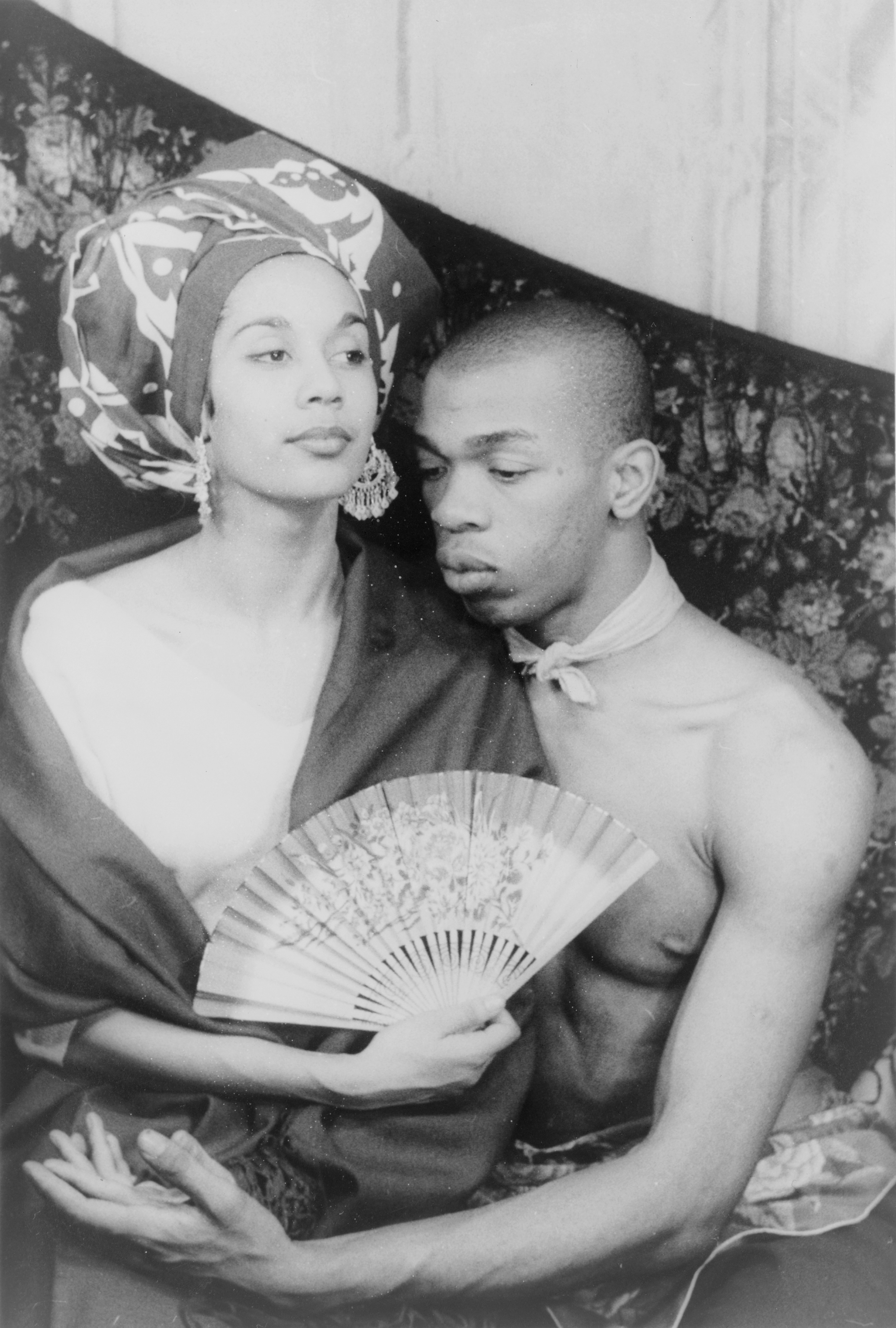
Carmen de Lavallade con suo marito, Geoffrey Holder, nel 1955

La De Lavallade diventò membro del Lester Horton Dance Theatre nel 1949 dove ballò come ballerino principale fino alla sua partenza per New York con Alvin Ailey nel 1954. Come tutti gli studenti di Horton, de Lavallade studiò altre forme d'arte, tra cui pittura, recitazione, musica, scenografia e costumi, così come il balletto e altre forme di danza moderna ed etnica. Studiò danza con la ballerina Carmelita Maracci e recitazione con Stella Adler. Nel 1954 la de Lavallade fece il suo debutto a Broadway in coppia con Alvin Ailey nella House of Flowers di Truman Capote (interpretata da Pearl Bailey).
Nel 1955, sposò il ballerino/attore Geoffrey Holder, che aveva incontrato mentre lavorava a House of Flowers. È stato con Holder che de Lavallade coreografò il suo cavallo di battaglia Come Sunday, con uno spiritual nero cantato da Odetta (allora noto come Odetta Gordon). L'anno seguente de Lavallade ballò come prima ballerina di Samson et Dalila, e Aida al Metropolitan Opera.
Ha fatto il suo debutto televisivo nel balletto di John Butler Flight e nel 1957 apparve nella produzione televisiva di A Drum Is a Woman di Duke Ellington. È apparsa in diverse produzioni off-Broadway, tra cui Othello e Morte di un commesso viaggiatore. Una presentazione ai dirigenti della 20th Century Fox da Lena Horne portò a ruoli più da attrice tra il 1952 e il 1955. Apparve in diversi film, tra cui Carmen Jones (1954) con Dorothy Dandridge e Odds Against Tomorrow (1959) con Harry Belafonte.
De Lavallade fu la principale interprete ospite della Alvin Ailey Dance Company durante il tour in Asia della compagnia e in alcuni paesi la compagnia fu annunciata come la de Lavallade-Ailey American Dance Company. Altre esibizioni comprendevano ballare con Donald McKayle e apparire nelle produzioni dell'American Ballet Theatre di The Four Marys e The Frail Quarry di Agnes de Mille nel 1965. Su insistenza dell'amico John Butler, iniziò a insegnare alla Yale School of Drama come coreografa e artista residente nel 1970. Mise in scena musical, opere teatrali e opere, e alla fine divenne professoressa e membro del Yale Repertory Theatre. Gli studenti di questo periodo sono Meryl Streep, Sigourney Weaver, Joe Grifasi, Christopher Durang, e Wendy Wasserstein. Tra il 1990 e il 1993 la de Lavallade tornò al Metropolitan Opera come coreografa per Porgy and Bess e Die Meistersinger.
Nel 2003 de Lavallade è apparsa nel cast ruotante della messa in scena teatrale di Wit & Wisdom off-Broadway. Nel 2010, è apparsa in una lettura semi-teatrale di Evening Primrose di Stephen Sondheim.

### Vita privata
La De Lavallade ha risieduto a New York City con suo marito Geoffrey Holder fino alla sua morte, avvenuta il 5 ottobre 2014. Le loro vite sono state oggetto del documentario del 2005 di Linda Atkinson e Nick Doob, Carmen e Geoffrey. La coppia ebbe un figlio, Léo. Il cognato della De Lavallade era Boscoe Holder.

## Premi
Nel 2004, de Lavallade ha ricevuto il Blacketime Month Lifetime Achievement Award e il Rosie Award (in onore di Rosetta LeNoire e "assegnato a persone che dimostrano uno straordinario talento e dedizione alle arti teatrali e alle corporazioni che lavorano per promuovere opportunità e diversità"), il Bessie Award nel 2006 e il Capezio Dance Award nel 2007, oltre a un dottorato honoris causa in Belle Arti presso la State University di New York dal Purchase College nel 2006 e dalla Juilliard School nel 2008.
Il 3 dicembre 2017 ha ricevuto il Kennedy Center Honors Award. Il 17 agosto 2017, due giorni dopo la terza dichiarazione del Presidente Trump degli Stati Uniti dopo il "rally di Charlottesville", annunciò che rinunciava al relativo ricevimento alla Casa Bianca, che è stato poi cancellato. Nonostante ciò assistette alla cena al Dipartimento di Stato offerta da Rex Tillerson e presentato da Julie Andrews.